# عسر و حرج
عُسر و حَرَج (سختی و تنگنا) اصطلاحی است که در قوانین خانواده، به ویژه در زمینه طلاق، کاربرد دارد و به معنای مشقت و سختی غیرقابل تحمل در زندگی زناشویی است. وقتی زنی در زندگی مشترک خود با شرایطی روبرو می‌شود که ادامه آن را برای او غیرقابل تحمل می‌کند، می‌تواند با استناد به این اصطلاح، تقاضای طلاق کند.
عسر: به معنای مشقت، سختی و دشواری است.
حرج: به معنای تنگنا، سختی و مشقت است.
عسر و حرج در طلاق: زمانی که زنی در زندگی زناشویی خود با شرایطی روبرو می‌شود که ادامه آن برای او با سختی و مشقت همراه است، می‌تواند با اثبات عسر و حرج، از دادگاه تقاضای طلاق کند.
زن برای اثبات عسر و حرج می‌تواند به دلایل مختلفی استناد کند، از جمله شهادت شهود، اسناد و مدارک، نظریه کارشناسی و اقرار شوهر.
عسر و حرج می‌تواند به زنی که در زندگی مشترک با سختی و مشقت روبرو است، کمک کند تا از آن زندگی خارج شود و زندگی جدیدی را آغاز کند.

## مثال‌ها
- اگر شوهر از نظر مالی، روحی یا جسمی به زن ضرر برساند.
- اگر شوهر به دلیل بیماری یا اعتیاد نتواند وظایف خود را به عنوان یک همسر انجام دهد.
- اگر شوهر در زندگی مشترک به زن توهین و اهانت کند.